# Ellis Island Medal of Honor
La Ellis Island Medal of Honor ("Medaglia d'onore di Ellis Island") è una decorazione concessa negli Stati Uniti d'America dalla National Ethnic Coalition of Organizations (NECO).
Essa ha lo scopo di rendere omaggio a quegli immigrati o discendenti di immigrati che hanno contribuito al benessere degli Stati Uniti. Le medaglie sono concesse sia ai nati negli Stati Uniti, sia ai cittadini naturalizzati.
La decorazione venne istituita dalla National Ethnic Coalition of Organizations nel 1986 e ogni anno la consegna viene fatta in maggio, su Ellis Island, che per molti immigrati fu il principale punto di approdo nel nuovo mondo. La medaglia, sebbene creata da una fondazione privata, ha ricevuto l'omaggio di tutti i rami delle forze armate e il riconoscimento da parte del Senato americano e dalla Camera dei Rappresentanti, e ciascun insignito è regolarmente iscritto in un registro apposito. A seguito della cerimonia si tiene un grande pranzo di gala nella Great Hall, il salone sull'isola dove venivano fatti stazionare gli immigrati in attesa di entrare negli Stati Uniti. Ogni anno gli insigniti sono circa un centinaio. Tra gli insigniti figurano sei presidenti statunitensi oltre a vincitori di premi Nobel, capitani d'industria, artisti, sportivi e personaggi di governo.

## Insigniti notabili
- Gary Ackerman
- Shohreh Aghdashloo
- Danny Aiello
- Muhammad Ali
- Madeleine Albright
- Maria Bartiromo
- Yogi Berra
- Joseph Biden
- Brian Boitano
- Michael Bolton
- Victor Borge
- Ernest Borgnine
- Anita Bryant
- Dan Burton
- George H. W. Bush
- Keith Carradine
- Jimmy Carter
- Elaine Chao
- Dominic Chianese
- Mary Higgins Clark
- Bill Clinton
- Hillary Clinton[1]
- Jerry Colangelo
- Claudette Colbert
- Natalie Cole
- Joe DiMaggio
- Kirk Douglas
- Michael Douglas
- Olympia Dukakis
- Michael Eisner
- Gloria Estefan
- Emilio Estefan
- Mia Farrow
- Siegfried Fischbacher
- Michael Flatley
- Renée Fleming
- Gerald Ford
- Bob Gaudio
- Rudolph Giuliani
- Salvatore Giunta
- Alex Haley
- George Hamilton
- Helen Hayes
- Evander Holyfield
- Bob Hope
- Lee Iacocca
- Daniel Inouye
- Quincy Jones
- Casey Kasem
- Coretta Scott King
- Henry Kissinger
- Tommy Lasorda
- Denis Leary
- Jerry Lewis
- Robert Loggia
- Susan Lucci
- Danny Masterson
- John McCain
- Linda Eastman McCartney
- John McEnroe
- Muhammad VI del Marocco
- Wayne Newton
- Richard Nixon
- Michael Novak
- Sandra Day O'Connor
- John O'Hurley
- Raymond T. Odierno
- Edward James Olmos
- Jacqueline Kennedy Onassis
- Arnold Palmer
- Rosa Parks
- Gregory Peck
- Charles B. Rangel
- Ronald Reagan
- Janet Reno
- Mary Lou Retton
- Chita Rivera
- Mariano Rivera
- Doris Roberts
- Bruno Sammartino
- Telly Savalas
- Diane Sawyer
- Martin Scorsese
- Jane Seymour
- Brooke Shields
- Don Shula
- Paul Simon
- Frank Sinatra
- Fauja Singh
- Gary Sinise
- Paul Sorvino
- Alex Spanos
- Jerry Stiller
- Marlo Thomas
- Joe Torre
- Donald J. Trump
- Frankie Valli
- Meredith Vieira
- Bobby Vinton
- Mike Wallace
- Eli Wallach
- Barbara Walters
- Dionne Warwick
- Harvey Weinstein
- Elie Wiesel
- Andy Williams
- Chien-Shiung Wu
- Louis Zamperini